# Peter Joppich

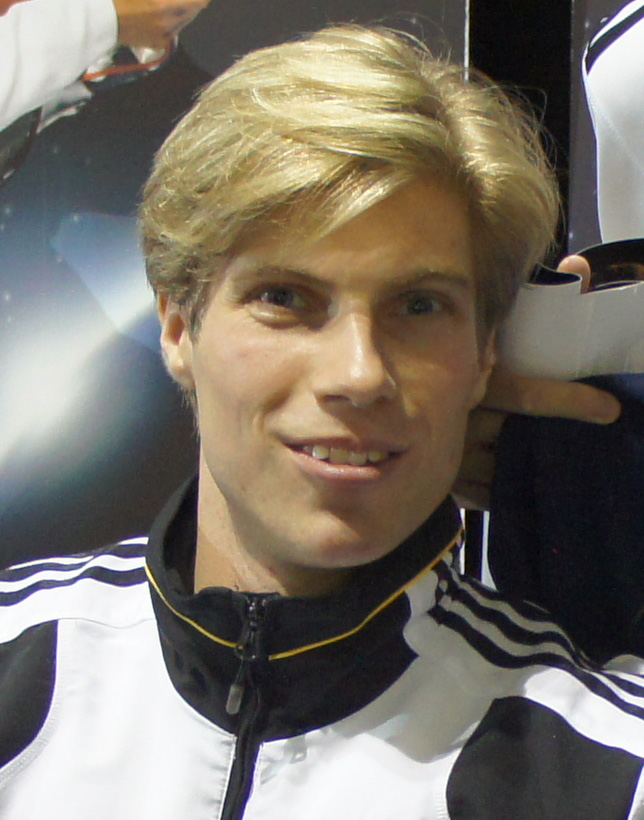
Peter Joppich 2011

Peter Joppich (* 21. Dezember 1982 in Koblenz) ist ein deutscher Florettfechter und mehrfacher deutscher Meister, Europameister sowie Weltmeister.
Seine bisher größten Erfolge hatte er 2003, 2006, 2007 und 2010 als Einzelweltmeister. Er nahm 2004 an den Olympischen Spielen in Athen teil und belegte den sechsten Platz, 2008 bei den Spielen in Peking den fünften Platz. Mit der Mannschaft gewann er im Herrenflorett bei den Olympischen Spielen 2012 Bronze.

## Biografie
Peter Joppich ist von Beruf Sportsoldat der Bundeswehr. Erste Erfolge im Fechten sammelte er bereits als B-Jugendlicher. Von 1997 bis 2001 war er Schüler des Bonner Fechtinternates. Seit seiner Juniorzeit 1999 war er immer in der Weltspitze vertreten. Bis 2007 startete er für den Königsbacher SC Koblenz, seither für die Coblenzer Turngesellschaft 1880. Er trainiert im Olympiastützpunkt Rheinland in Bonn bei seinem Heim- und Bundestrainer Ulrich Schreck.
Er wurde 2003 in Havanna zum ersten Mal Einzelweltmeister im Herrenflorett.
2002 ist ihm dies schon mit der Mannschaft gelungen. In Lissabon wurde er mit der deutschen Nationalmannschaft Weltmeister.
2006 konnte er in Turin seinen zweiten Einzelweltmeistertitel feiern,
2007 in St. Petersburg den dritten.
Seinen vierten und vorläufig letzten Einzelweltmeistertitel gewann er 2010 in Paris.
Bei der Europameisterschaft 2007 in Gent holte er mit der Herrenflorettmannschaft den Titel.
In den Jahren 2003, 2004, 2006, 2007, 2013 und 2015 wurde er Deutscher Einzel-Meister im Herrenflorett.
Während er bei den Olympischen Spielen 2012 im Einzel schon im Achtelfinale gegen den Afrikameister Alaaeldin Abouelkassem ausschied, konnte er anschließend mit der Mannschaft im Herrenflorett einige nervenstarke Kämpfe zeigen. Sowohl im Viertel- als auch im Halbfinale gelang es ihm als letztem Fechter, in seinem dreiminütigen Gefecht einen deutlichen Rückstand für Deutschland aufzuholen. Jedoch verlor Deutschland im Halbfinale gegen Japan in der Verlängerung mit 41:40 nach einer umstrittenen Kampfrichterentscheidung. Bei dem anschließenden Gefecht um Bronze hatte die deutsche Mannschaft mit Joppich gegen die Vereinigten Staaten wenig Mühe und gewann deutlich.
Bei den Europameisterschaften 2013 in Zagreb konnte Joppich trotz einer Sprunggelenksverletzung die Goldmedaille im Einzel erfechten. Im Finale bezwang er den russischen Titelverteidiger Alexei Tscheremissinow mit 15:11 und gewann seinen ersten kontinentalen Einzeltitel. Auch im Mannschaftswettbewerb mit Sebastian Bachmann, Marius Braun und Johann Gustinelli gewann er die Goldmedaille. 2014 in Straßburg holte er Bronze im Einzel und den fünften Platz mit der Mannschaft.
Außerdem ist er ein aktives Mitglied der Florettnationalmannschaft.

## Auszeichnungen
- Landessportler des Jahres (Rheinland-Pfalz): 2003, 2006, 2007, 2008 und 2009